# دونالد إتش بالش
دونالد إتش بالش (بالإنجليزية: Donald H. Balch)‏ هو ضابط أمريكي، ولد في 19 أغسطس 1931 في بولس فالس في الولايات المتحدة، وتوفي في 14 أكتوبر 2007 في بولفيرد في الولايات المتحدة.